# Léon Martin
Pour les articles homonymes, voir Martin.
Léon Martin est un universitaire, un homme politique socialiste et un résistant français, né le 20 décembre 1873 à Saint-Martin-de-Clelles (Isère) et mort le 24 juin 1967 à Grenoble. Il est élu maire de Grenoble à trois reprises.

## Biographie
Fils d'agriculteurs, Léon Martin fait des études de médecine et de pharmacie à Grenoble, puis à Lyon. Docteur dans les deux disciplines, il devient professeur de chimie et de toxicologie à l'école de médecine de Grenoble, et, peu après directeur de cet établissement. Interne à l'hôpital de Lyon, il s'engage pendant l'affaire Dreyfus, du côté des dreyfusards, et adhère à la Ligue des droits de l'homme dès 1894. Militant socialiste dès cette époque, il adhère à la Section française de l'Internationale ouvrière (SFIO) en 1905.
Dispensé de ses obligations militaires, il s'engage cependant en septembre 1914, à la suite de la bataille de la Marne. Il est au front pendant cinquante-deux mois, et son attitude lui vaut d'être décoré de la Légion d'honneur.
Démobilisé en janvier 1919, il retourne enseigner et militer à Grenoble. Après le congrès de Tours, il reste à la SFIO et prend une part active à la reconstruction de la fédération socialiste de l'Isère, aux côtés de Paul Mistral, maire de Grenoble. Léon Martin est élu conseiller général en 1922, puis conseiller municipal en 1925. Il devient alors adjoint au maire, chargé de l'Instruction publique et de l'hygiène.

### Les années 1930
En 1932, après la mort brutale de Paul Mistral, Léon Martin lui succède comme maire. Il est également candidat de la SFIO pour prendre sa suite comme député, mais il est battu, à soixante-sept voix près, par le candidat de droite. Selon le dictionnaire Maitron, cette défaite est due au soutien fort modeste des radicaux-socialistes et à la campagne très dure menée par Le Petit Dauphinois, important quotidien local qui se présente comme neutre politiquement, mais n'en présente pas moins le docteur Martin comme un dangereux extrémiste.
Léon Martin poursuit le socialisme municipal de Paul Mistral : il fait construire de nouveaux logements sociaux, soutient l'enseignement, crée une école hôtelière, et une Amicale laïque, dont il devient président, jusqu'aux années 1960. Le 29 septembre 1934, il inaugure un équipement de prestige pour la ville, imaginé par son prédécesseur, le téléphérique de Grenoble Bastille. En 1935, sa liste est battue par une liste commune des radicaux et de la droite. L'année suivante, il est élu député.
Le 10 juillet 1940, Léon Martin vote contre les pleins pouvoirs à Philippe Pétain. Il s'engage ensuite dans la Résistance, comme dirigeant fondateur du mouvement Franc-Tireur dans la région alpine, avec Eugène Chavant, Jean Perrot et Aimé Pupin. Il distribue des tracts et des journaux clandestins et aide les réfractaires au Service du travail obligatoire à rejoindre le maquis. Il est arrêté le 4 avril 1943 par des soldats italiens (l'Italie occupant les Alpes depuis novembre 1942) et incarcéré aux forts de l'Esseillon en Savoie. Cinq mois plus tard, il s'évade, grâce à la chute de Mussolini, et retourne en France. Il participe alors à la Résistance dans le Massif central.

### L'après guerre

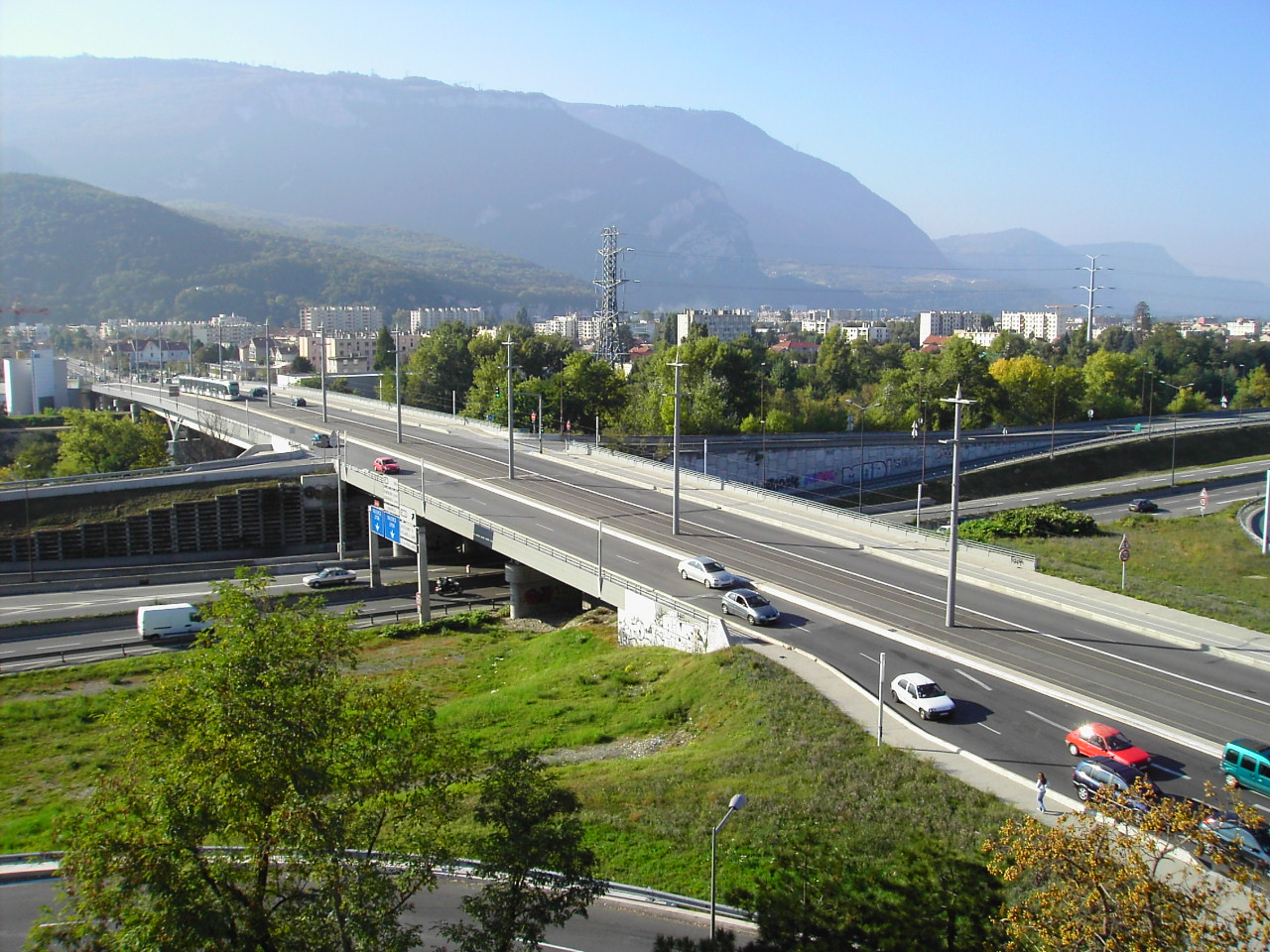
Pont de Catane élargi (2007).

En 1944, il décide de se retirer de la vie politique, et ne présente sa candidature ni aux élections législatives, ni aux élections cantonales. Mais, sous la pression des militants socialistes isérois, il mène la liste SFIO aux élections municipales de 1945 et redevient maire de Grenoble en succédant à Frédéric Lafleur pour une durée de deux ans. Mais après les mandats éphémères des maires Marius Bally et Raymond Perinetti, il est de nouveau élu maire pour la troisième fois en 1949, obtenant même sa réélection en 1953, puis se retire définitivement en 1959, ne présentant pas sa candidature.
Pendant cette troisième période à la tête de la mairie, Léon Martin favorise l'industrialisation, le développement de l'hydroélectricité et du tourisme, l'enseignement supérieur. En 1956, il inaugure le pont de Catane sur le Drac, et assiste à la création du Centre d'études nucléaires de Grenoble sur le polygone scientifique. L'année suivante, il inaugure le nouveau pont de la Porte de France et pose la première pierre du Groupe hospitalier mutualiste de Grenoble dans la rue docteur Calmette.
Léon Martin est inhumé à l'âge de 93 ans au cimetière Saint-Roch de Grenoble. En 1969, le conseil municipal décide de renommer le square des Postes en square Docteur Martin.

## Décorations
- Commandeur de la Légion d'honneur à titre militaire